# تنوع وصلي

توضيح توليد التنوع الوصلي من خلال التأشيب الجسمي بين جزأين من المورثة: D (الأزرق) وJ (الخضراء). المقاطع الحمراء المعروضة تظهر النوكليوتيدات التي تضاف في كل مرحلة.

التنوع الوصلي (بالإنجليزية: Junctional diversity)‏ يصف التغيرات في تسلسل الحمض النووي التي يسببها الوصل غير المناسب لقطاعات من المورثات خلال عملية التأشيب الجسمي. وتقدر عدم دقة الوصل التي يوفرها التنوع الوصلي بثلاثة أضعاف التنوع الذي تولده في البداية عمليات التأشيب الجسمي.